# 克拉爾克冰川
68°48′S 066°56′W / 68.800°S 66.933°W
克拉爾克冰川（英語：Clarke Glacier）是南極洲的冰川，位於葛拉漢地西岸，全長20英里、寬2英里，在1936年由英國探險隊首次測量，以劍橋大學的菲茨威廉博物館館長命名。